# Le Bonheur de Pierre
Pour plus de détails, voir Fiche technique et Distribution.
Le Bonheur de Pierre est un film franco-québécois réalisé par Robert Ménard sorti en 2009.

## Synopsis
Pierre Martin (Pierre Richard), physicien quantique, reçoit un coup de fil du notaire Pebray l’informant que sa fille et lui sont les derniers survivants de la famille Martin. La tante Jeanne, qu’ils n’ont pas vue depuis cinquante-six ans, est décédée au Canada. Elle leur cède tous ses biens, dont une auberge à Sainte-Simone-du-Nord, petit village situé aux confins de la forêt boréale, dans la région du Saguenay.
Pierre voit dans cet événement l’appel du destin. À soixante-cinq ans, veuf depuis dix ans, il a envie de renaître, de vivre l’aventure, de partir pour le Canada. Mais, il a surtout envie de transmettre ses valeurs sur le bonheur à sa fille Catherine (Sylvie Testud), ambitieuse journaliste de mode à Madame Figaro et parisienne jusqu’au bout des ongles.
La vie, grande servante du destin, fera en sorte que tout ce qui doit arriver, arrive. Pierre et Catherine partiront bien pour le Canada. À peine débarqué, Pierre le physicien quantique, l’éternel optimiste au bonheur permanent, l’homme téflon sur lequel le malheur ne colle jamais, va apprendre que le rêve n'est pas la réalité et que les métamorphoses ne se font pas sans heurts.
Sa vision idyllique de la vie dans ce si mignon petit village va rapidement se muer en cauchemar. Le maire (Rémy Girard) a enduré Jeanne la Française pendant plus de cinquante ans, il est donc hors de question pour lui d'endurer une seconde génération de Français.

## Fiche technique
- Titre original : Le Bonheur de Pierre
- Réalisateur : Robert Ménard
- Assistant-réalisateur : Pierre Plante
- Scénario : Guy Bonnier, avec la collaboration de Christophe Duthuron, Michel Icart et Benoît Pelletier, et la participation de Robert Ménard et Pierre Richard comme consultants
- Production : Claude Bonnin et Guy Bonnier
- Coproduction : Clémentine Dabadie et Rahila Bootwala
- Production exécutive : Henri Grange et Jerome Grange
- Distribution : Alliance Atlantis Vivafilm (Québec), Rézo Films (France)
- Musique : Sébastien Souchois
- Photographie : Pierre Mignot
- Costumes : Lyse Bédard
- Montage : Michel Arcand
- Mixage : Dominique Delguste et Emmanuel Desguez
- Décors : Jean Bourrets
- Son : Claude Haznavicus
- Distribution des rôles : Lucie Robitaille
- Pays d'origine :  France,  Canada
- Langue originale : français
- Genre : comédie
- Durée : 106 minutes
- Dates de sortie :  
  -  Québec : 27 février 2009
  -  France : 24 février 2010
  -  États-Unis : août 2010 (Rhode Island International Film Festival)

## Distribution
- Pierre Richard : Pierre Martin, le physicien quantique
- Rémy Girard : Michel Dolbec, le maire de Sainte-Simone-du-Nord
- Sylvie Testud : Catherine Martin, la fille de Pierre
- Louise Portal : Louise Dolbec, la femme du maire
- Jean-Nicolas Verreault : Mario Vaillant, le peintre et petit ami de Catherine
- Patrick Drolet : Steven Dolbec, le fils du maire
- Gaston Lepage : Ti-Guy, le plombier
- Diane Lavallée : Pauline
- Vincent Bilodeau : Raymond
- Sylvie Lemay : Chantal
- André Lacoste : Marcel, le conducteur du chasse-neige
- Luc Proulx : Méo
- Caleb Beaudoin-Gauthier : Pierre Martin enfant
- Catherine Joly Cardinal : tante Jeanne, la tante de Pierre qui s'était établie au Canada
- Philippe Agède : un étudiant de la Sorbonne

## Autour du film
Le film a été tourné dans le village de Sainte-Rose-du-Nord, entre Saguenay et Tadoussac, dans la région du Saguenay–Lac-Saint-Jean (Québec). Sa sortie en France a été accompagnée d'une promotion originale : des étudiants ont été sollicités dans le cadre d'un « challenge-action » pour promouvoir le film sur la région Rhône-Alpes.
En France, le film a été présenté en avant-première nationale à Saint-Étienne le 22 février 2010.

## Réception
Tant au Québec qu'en France, la sortie du film a été accompagnée de critiques plutôt négatives, notamment en ce qui a trait à la naïveté du scénario et à son utilisation abusive de clichés et stéréotypes,.
Néanmoins, le film semble avoir été plus apprécié à l'étranger. Le film a d'ailleurs reçu quatre prix aux États-Unis : meilleur film étranger au New York Independant Film Festival, octobre 2009 ; découverte internationale au Rhode Island Film Festival, aout 2010 ; prix excellence au US International Video and Film Festival en Californie, juin 2010 ; Aloha Accolade Award for excellence au Honolulu International Film Festival. Le film a aussi été sélectionné dans une dizaine d'autres festivals dont le Shanghai Film Festival, le Festival du film francophone d'Angoulême, le Festival du film de Monte-Carlo et le Festival du film de Sao Paolo.